# 木暮真一郎
木暮 真一郎（こぐれ しんいちろう、1993年2月24日 - ）は、日本の俳優・歌手である。群馬県出身。オーチャード所属。

## 人物・略歴
身長185cm。血液型はO型。特技は作詞・作曲、ピアノ。
シンガーソングライターに憧れ東京音楽大学音楽教育学部に入学するが、大学1年の時にミュージカルに参加する機会があり、その後ミュージカルへの道を考えるようになる。
2016年、東京音楽大学在学中にミュージカル「王家の紋章」で俳優デビュー。初舞台で帝国劇場に立つ。また同年、上原理生、山田元、大田翔とボーカルユニットAdam'sを結成した。
2017年、ミュージカル「SHE LOVES ME」で舞台初主演。
2022年、中村倫也主演のMusical「ルードヴィヒ〜Beethoven The Piano〜」では、ピアニスト役で出演し舞台全編のピアノを生演奏した。

## 出演

### 舞台
- ミュージカル『王家の紋章』（2016年8月、帝国劇場） - ウナス 役
  - ミュージカル『王家の紋章』（2017年4-5月、帝国劇場、梅田芸術劇場メインホール） - ウナス 役
- ミュージカル『スカーレット・ピンパーネル』（2016年10-11月、赤坂ACTシアター、梅田芸術劇場メインホール、東京国際フォーラムホールC） - クーポー 役
  - ミュージカル『スカーレット・ピンパーネル』（2017年11-12月、梅田芸術劇場メインホール、赤坂ACTシアター） - クーポー 役
- ブロードウェイ・ミュージカル『アイランド』（2016年1月、IMAホール） - ダニエル 役
- ブロードウェイ・ミュージカル『SHE LOVES ME』（2017年8月、東京芸術劇場シアターウエスト） - ジョージ・ノワック 役
- ミュージカル『マタ・ハリ』（2018年1-2月、梅田芸術劇場メインホール、東京国際フォーラムホールC）
- 江古田のガールズ10周年記念特別公演『極楽』（2018年6月、紀伊國屋ホール）
- ミュージカル『SMOKE』（2018年10月、浅草九劇） - 超　役
  - ミュージカル『SMOKE』（2019年8月、浅草九劇） - 超　役
- ミュージカル『ナターシャ・ピエール・アンド・ザ・グレート・コメット・オブ・1812』（2019年1月、東京芸術劇場プレイハウス）
- ミュージカル『レ・ミゼラブル』（2019年4-9月、帝国劇場、 御園座 、梅田芸術劇場メインホール、博多座） - フイイ　役
- 舞台版『PSYCHO-PASS サイコパス Chapter1―犯罪係数―』（2019年10-11月、品川ステラボール）
- ミュージカル『ロザリー』 （2020年3月、六行会ホール） - アラン役
- 江古田のガールズ旗揚げ直し公演『遺作』（2020年12月、「劇」小劇場）
- ミュージカル『僕とナターシャと白いロバ』（2021年2月、浅草九劇）- Swing
- 江古田のガールズ12周年記念公演『12人の怒れる男・12人の怒れる女』（2021年3-4月、「劇」小劇場） - 5号
- 水谷千重子50周年記念公演　第一部『神社にラブソングを』（2021年6-7月、明治座、博多座）
- Musical『HOPE』（2021年10月、本多劇場）[3]
- ミュージカル『リトルプリンス』(2022年1-2月、シアタークリエ、日本特殊陶業市民会館ビレッジホール）- 王様/呑み助
- 銀河鉄道999 THE MUSICAL（2022年4月、日本青年館ホール)
- ミュージカル『春のめざめ』（2022年7月、浅草九劇）- ゲオルク役
- MUSICAL『ルードヴィヒ ～Beethoven The Piano～』(2022年10-11月、東京芸術劇場プレイハウス、梅田芸術劇場シアター・ドラマシティ、北國新聞赤羽ホール、電力ホール）- ピアニスト 役[4]
- ミュージカル『ザ・ビューティフル・ゲーム』(2023年1-2月、日生劇場、梅田芸術劇場メインホール) - デル 役[5]
- ミュージカル『ラグタイム』(2023年9-10月、日生劇場、梅田芸術劇場メインホール、愛知県芸術劇場)
- ミュージカル『VIOLET』（2024年4-5月、東京芸術劇場プレイハウス、梅田芸術劇場ドラマシティ、キャナルシティ劇場、電力ホール） - スウィング
- ミュージカル『モーツァルト!』（2024年8月 - 11月、帝国劇場、梅田芸術劇場メインホール、博多座)[6]
- ミュージカル『ヒーロー』（2025年2月-3月〈予定〉、シアタークリエ）[7]

### テレビ番組
- 福田雄一×井上芳雄「グリーン&ブラックス」＃26（2019年4月24日、WOWOWプライム）
- 妄想温泉デートinぐんま vol.3 青く萌ゆる「四万温泉」（2022年5月22日、NHK前橋放送局）
- 音楽の日（2022年7月16日、TBS）

### ラジオ
- stand.FM「木暮真一郎のKOGURadio」

### コンサート・ライブ
- 上原理生 leading 4Men「Adam’s First Live」（2017年2月、よみうり大手町ホール、関内ホール 大ホール）
- 飛鳥II アジアパシフィックグランドクルーズ　ライブ出演（2017年2月、飛鳥II）
- 上原理生 leading 4Men「Adam’s First Live -Encore-」（2017年12月、渋谷区文化総合センター大和田 さくらホール）
- ORCHARD LIVE 2019 HEARTFUL MUSICAL SONGS （2019年9月、なかのZERO大ホール）
- 岡幸二郎デビュー30周年記念『ベスト・オブ・ミュージカル・スペシャル・コンサート』（2019年12月、東京オペラシティコンサートホール）
- “atlas” musical collection meets friends （2020年9月、無観客配信ライブ）
- 東京ディズニーリゾート40周年“ドリームゴーラウンド”イン・コンサート（2023年5-6月、市川市文化会館 大ホール、大宮ソニックシティ 大ホール、新潟県民会館、やまぎん県民ホール、相模女子大学グリーンホール）
- 郵船クルーズ 飛鳥Ⅱ「初夏の日向・広島 しまなみ探訪クルーズ」出演（2023年6月、飛鳥II）
- オロナミンC ドリンク PRESENTS 阿波踊りサウンドフェスティバル 2023（2023年6月、徳島中央公園)

### その他
- ファンミーティング『GRECOLLECTION Autumn2017』（2017年9月23日、代官山ヒルサイドプラザ）
- KENJI URAI Birthday Talk Event 2021 ～王家の紋章～ at Streaming+（2021年8月）

## 書籍

### 雑誌
- 月刊誌「シアターガイド」（2017年2月号-2017年7月号） - 「私の今月」連載
- 月刊誌「ミュージカル」（2017年7・8月号） - コメント掲載
- 月刊誌「シアターガイド」（2017年8月号） - 「気になるあの人」インタビュー掲載